# Economia Mozambicului
ECONOMIA
Agricultura: se cultiva trestie de zahar, ceai, porumb, orez, bumbac, sisal, nuci de acaju.
Industria: alimenatra

## Agricultură
Principala ramura a industriei Mozambicului o reprezinta pescuitul, 40% din castigul din exporturi fiind reprezentat de creveti. Captura anuala de peste a tarii este de aprox. 25.000 tone de peste. Alte exporturi sunt reprezentate de ceai, bumbac si zahar